# Where Stars Land
Where Stars Land (hangul: 여우각시별; rr: Yeougaksibyeol) é uma telenovela sul-coreana exibida pela SBS TV de 1 de outubro a 26 de novembro de 2018, estrelada por Lee Je-hoon, Chae Soo-bin, Lee Dong-gun e Kim Ji-soo.

## Enredo
Conta a história da vida dos funcionários do Aeroporto Internacional de Incheon.

## Elenco

### Elenco principal
- Lee Je-hoon como Lee Soo-yeon[4]
  - Nam Da-reum sebagai Lee Soo-yeon muda[5]
- Chae Soo-bin como Han Yeo-reum[6]
- Lee Dong-gun como Seo In-woo[7]
- Kim Ji-soo como Yang Seo-koon[8]

### Elenco de apoio

#### Equipe de atendimento ao passageiro
- Jang Hyun-sung como Kwon Hee-seung[9]

Chefe da Equipe de Atendimento ao Passageiro.
- Ahn Sang-woo como Kong Seung-cheol[9]

Gerente da Equipe de Atendimento ao Passageiro.

#### Equipe de Serviço de Segurança
- Lee Sung-wook como Choi Moo-ja[9]
- Kim Kyung-nam como Oh Dae-ki[10]
- Lee Soo-kyung como Na Young-joo[11]

#### Equipe de Gestão de Pouso
- Kim Won-hae como Park Tae-hee[12]
- Kim Ro-woon como Ko Eun-sub[13]
- Ha Ji-eun como Si Jae-in

#### Funcionários do Aeroporto de Incheon
- Jeong Jae-sung como Lee Woo-taek[9]
- Hong Ji-min como Heo Young-ran[9]
- Kim Joon-won como Mo Jeong-hoon[14]

#### Outros
- Park Hyuk-kwon como Tuan Zhang[15]
- Choi Won-young como Han Jae-young[12]
- Kim Yeo-jin como Yoon Hye-won[16]
- Lee Seul-a[17]

### Participações especiais
- Yoon Kyung-ho como um cliente irracional (episódio 1)[18]
- Ejay Falcon como Ian Santos (episódios 7-8)[19]
- Lauren Young como Mari (episódios 7-8)[19]
- Im Won-hee como funcionário de uma loja de presentes (episódio 17)
- Ahn Chang-Hwan como marido de funcionários do aeroporto (episódio 22)

## Prêmios e indicações
| Ano  | Premiação        | Categoria                                                                   | Beneficiário               | Resultado | Ref.   |
| ---- | ---------------- | --------------------------------------------------------------------------- | -------------------------- | --------- | ------ |
| 2018 | SBS Drama Awards | Melhor drama                                                                | Where Stars Land           | Venceu    | [ 20 ] |
| 2018 | SBS Drama Awards | Prêmio de maior excelência, ator em um drama de segunda-feira e terça-feira | Lee Je-hoon                | Venceu    | [ 20 ] |
| 2018 | SBS Drama Awards | Prêmio de excelência, ator em um drama de segunda-feira e terça-feira       | Lee Dong-gun               | Indicado  | [ 20 ] |
| 2018 | SBS Drama Awards | Prêmio de excelência, atriz em um drama de segunda-feira e terça-feira      | Chae Soo-bin               | Venceu    | [ 20 ] |
| 2018 | SBS Drama Awards | Prêmio de excelência, atriz em um drama de segunda-feira e terça-feira      | Kim Ji-soo                 | Indicado  | [ 20 ] |
| 2018 | SBS Drama Awards | Melhor ator coadjuvante                                                     | Kim Kyung-nam              | Indicado  | [ 20 ] |
| 2018 | SBS Drama Awards | Melhor novo ator                                                            | Kim Ro-woon                | Indicado  | [ 20 ] |
| 2018 | SBS Drama Awards | Melhor nova atriz                                                           | Lee Soo-kyung              | Indicado  | [ 20 ] |
| 2018 | SBS Drama Awards | Prêmio de melhor casal                                                      | Lee Je-hoon e Chae Soo-bin | Indicado  | [ 20 ] |

## Transmissão internacional
- Filipinas - GMA News TV (21 de dezembro de 2020 - 15 de janeiro de 2021)